# Andrea Doria Landi Pamphili
Giorgio Andrea Doria Landi Pamphili, ultimo principe sovrano di Torriglia e XI principe di Melfi (Genova, 30 ottobre 1747 – Roma, 20 marzo 1820), è stato un principe italiano.

## Biografia

### Infanzia ed educazione
Nato a Genova il 30 ottobre 1747, Andrea era figlio del principe Giovanni Andrea Doria Landi e di sua moglie, la nobildonna genovese Eleonora Carafa della Stadera, figlia del Duca d'Andria.
Ebbe un'educazione privata e crebbe nei suoi primi anni di vita a Fassolo, nei possedimenti della sua casata. Un fatto curioso relativo alla sua giovinezza avvenne nel 1759 quando ricevette la cresima: su richiesta di suo padre, infatti, il vescovo di Tortona mons. Giuseppe Ludovico Andujar, gli mutò il nome di battesimo da Giorgio in Andrea, per commemorare la morte improvvisa del figlio maggiore avvenuta alcuni anni prima e per mantenere la tradizione di famiglia.

### Trasferimento a Roma della casata dei Doria
Andrea fu il primo dei Doria Landi inoltre a trasferirsi a Roma a seguito di una spartizione d'eredità: nel 1760, infatti, era morto l'ultimo discendente dei Pamphili, Girolamo, fatto che aveva aperta una controversia tra i Colonna, i Borghese ed i Doria che ne erano tutti eredi in qualche misura. I Doria ricevettero il palazzo romano della famiglia e decisero dunque di trasferirsi a Roma dove Andrea poté proseguire i propri studi, coltivando in particolar modo la passione per la musica (nello studio del clavicembalo) ed il canto. L'improvvisa morte del padre nel 1764, succedendogli nei titoli della sua casata unitamente al mantenimento agli studi dei due fratelli minori, Antonio e Giuseppe, che saranno poi entrambi cardinali.
Carlo III di Spagna gli concesse nel 1766 il titolo di Grande di Spagna di prima classe per il suo ruolo avuto nell'espulsione della Compagnia di Gesù dai territori spagnoli. Questa sua parte in questa azione non mancò di sollevare qualche problematica anche a Roma, non solo perché Andrea era stato educato dagli stessi gesuiti, ma perché si accanì particolarmente contro di loro con zelo nell'applicazione delle direttive del Re di Spagna.

### Matrimonio

La principessa Leopoldina di Savoia in un ritratto negli anni della maturità.

Il 17 maggio 1767 a Torino sposò Leopoldina di Savoia, figlia secondogenita del principe Luigi Vittorio di Savoia-Carignano. Le trattative per il fidanzamento tra i due erano state lunghe e condotte prevalentemente per corrispondenza, attraverso Camillo Doria (intermediario per i Doria) e Vittorio Amedeo delle Lanze (per i Savoia-Carignano). Alla fine la dote della Principessa venne fissata in 150 000 lire (pari a 30 000 scudi romani dell'epoca), oltre ad un corredo di 15 000 lire ulteriori. In cambio, il Doria le offrì dei gioielli per il valore di 15 000 lire assicurandole inoltre, in caso di vedovanza, l'uso perpetuo dell'abitazione, la servitù, le carrozze, oltre a una rendita annua di 30 000 lire.
Dal 20 giugno 1767 la coppia si trasferì dunque a Roma, a Palazzo Pamphili al Corso, dove intrattennero un'attività culturale e mondana di notevole importanza nella Roma dell'epoca, con feste, banchetti e ricevimenti di notevole rilievo, come quello celebrato il 2 aprile 1769 in occasione della visita del granduca Pietro Leopoldo di Toscana. Per quest'occasione, infatti, Andrea si servì del genio dell'architetto Francesco Nicoletti il quale provvedette a trasformare il cortile interno del palazzo in un'enorme sala posticcia in legno.

### Avvento di Napoleone
Con l'avvento della Rivoluzione francese e lo scoppio dei primi moti anche a Roma, il Doria si mantenne defilato dalla scena politica, mantenendo una certa ambiguità politica, al punto che quando il primo ministro napoletano John Acton gli chiese di conferire con lui a Napoli per la gestione dei suoi feudi a seguito dei moti rivoluzionari, temendo di venire coinvolto in atti di repressione, il Doria ottenne di rimanere a Roma. Quando ad ogni modo i napoleonici iniziarono ad invadere lo Stato Pontificio, come altre importanti casate romane, si vide costretto a contribuire alle esigenze dello stato per penuria di materie prime per la creazione di monete. Dopo l'assedio e la conquista di Bologna mise a disposizione lui solo la somma di 500 000 scudi romani ed in seguito, come garanzia, offrì l'ipoteca di tutte le sue proprietà in Liguria, peraltro poco dopo sequestrate e annesse dai rivoluzionari della Repubblica Ligure, al fine di ottenere il prestito di 1 200 000 scudi che la Santa Sede utilizzò per saldare i contributi fissati dal trattato di Tolentino. La sua attenzione alla causa del papato era dovuta anche al fatto che suo fratello Giuseppe era segretario di stato e fu su consiglio di quest'ultimo in particolare che Andrea acconsentì all'apertura dei magazzini d'olio della famiglia per alleviare la penuria di cibo sulla popolazione romana.
Quando infine Roma venne occupata dai francesi, il palazzo Doria Pamphili divenne il quartier generale del comandante Jean-Baptiste Cervoni, il quale, in segno di gratitudine nei confronti dell'ormai "ex Principe Doria", gli fece dono di zucchero e caffè in notevole quantità, impegnandosi personalmente per la salvaguardia della sua proprietà, sigillando accuratamente l'appartamento del Principe perché nulla potesse essere toccato. Malgrado questi buoni rapporti con gli occupanti, nel 1798 venne costretto come molti altri nobili romani al pagamento di ingenti tasse che lo spinsero, per evitare ulteriori privazioni, di spedire per sicurezza alla cognata Gabriella von Lobkowitz a Vienna la somma di 2 000 zecchini d'oro e tutti i gioielli di famiglia. A Roma, infatti, era da poco stato privato del celebre ostensorio di Sant'Agnese, opera preziosissima conservata presso l'omonima chiesa di Piazza Navona. Nel 1798 perse inoltre tutti i suoi titoli sull'onda delle disposizioni rivoluzionarie, venendo dapprima costretto a prestare servizio nella guardia nazionale e poi venendo chiamato al ministero della guerra per la gestione degli ospedali militari di Roma e per gestire l'approvvigionamento della città.
Nel 1808, col ritorno dei francesi dopo la breve esperienza di restaurazione pontificia, venne nominato capo del tribunale agricolo di Roma e poi designato a membro del senato romano. In questi anni si dimostrò particolarmente disponibile nei confronti di Gioacchino Murat, dal quale venne insignito dell'ordine reale delle Due Sicilie (28 gennaio 1814).

### Ultimi anni e morte
Con la restaurazione pontificia, pur non essendo più sovrano per decisione del Congresso di Vienna, venne reintegrato nella propria posizione onorifica, nei propri titoli e nei propri possedimenti, morendo poi a Roma il 20 marzo 1820.

## Mecenate e musicista
Particolarmente attento alle manifestazioni culturali della città di Roma, il Doria fu membro dell'Accademia dell'Arcadia col nome di Idaro Tessalico e dell'Accademia di San Luca, occupandosi prevalentemente di poesia e letteratura oltre che di musica che per tutta la sua vita fu la sua principale passione.
Ebbe a tal proposito una vasta biblioteca musicale con copisti specializzati nel ricopiare famosi spartiti che fiorì sino al 1776 quando venne costretto a ridimensionare le proprie spese in ambito musicale, in parte dovuto forse ad esigenze economiche della famiglia ed in parte alla profonda spiritualità e religiosità della moglie Leopoldina che lo spinse ad abbandonare sempre più la vita mondana.
Attento all'arte del proprio periodo, patrocinò gli architetti Giovanni Antinori, Francesco Nicoletti e Melchiorre Passalacqua a cui diede commissione di restaurare il palazzo romano ricevuto in eredità oltre alla preziosa pinacoteca.

## Ascendenza
|                                                     |                                                 |                                                | Genitori                                                                           |  |  | Nonni |  |  | Bisnonni                                           |  |  | Trisnonni                                |  |
|                                                     |                                                 |                                                |                                                                                    |  |  |       |  |  | Giovanni Andrea Doria Landi, VII principe di Melfi |  |  | Andrea Doria Landi, VI principe di Melfi |  |
|                                                     |                                                 |                                                |                                                                                    |  |  |       |  |  | Giovanni Andrea Doria Landi, VII principe di Melfi |  |  | Andrea Doria Landi, VI principe di Melfi |  |
|                                                     |                                                 | Violante Lomellini                             |                                                                                    |  |  |       |  |  | Giovanni Andrea Doria Landi, VII principe di Melfi |  |  |                                          |  |
| Andrea Doria Landi, marchese di Torriglia           |                                                 |                                                |                                                                                    |  |  |       |  |  | Giovanni Andrea Doria Landi, VII principe di Melfi |  |  |                                          |  |
|                                                     |                                                 | Anna Pamphili                                  | Camillo Francesco Maria Pamphili, I principe di San Martino al Cimino e Valmontone |  |  |       |  |  |                                                    |  |  |                                          |  |
|                                                     |                                                 | Anna Pamphili                                  | Camillo Francesco Maria Pamphili, I principe di San Martino al Cimino e Valmontone |  |  |       |  |  |                                                    |  |  |                                          |  |
|                                                     |                                                 | Anna Pamphili                                  | Olimpia Aldobrandini                                                               |  |  |       |  |  |                                                    |  |  |                                          |  |
| Giovanni Andrea Doria Landi, VIII principe di Melfi |                                                 | Anna Pamphili                                  |                                                                                    |  |  |       |  |  |                                                    |  |  |                                          |  |
|                                                     |                                                 | Giorgio Centurione                             | Giovanni Battista Centurione, doge di Genova                                       |  |  |       |  |  |                                                    |  |  |                                          |  |
|                                                     |                                                 | Giorgio Centurione                             | Giovanni Battista Centurione, doge di Genova                                       |  |  |       |  |  |                                                    |  |  |                                          |  |
|                                                     |                                                 | Giorgio Centurione                             | Livia Cattaneo                                                                     |  |  |       |  |  |                                                    |  |  |                                          |  |
| Livia Centurione                                    |                                                 | Giorgio Centurione                             |                                                                                    |  |  |       |  |  |                                                    |  |  |                                          |  |
|                                                     |                                                 | …                                              | …                                                                                  |  |  |       |  |  |                                                    |  |  |                                          |  |
|                                                     |                                                 | …                                              | …                                                                                  |  |  |       |  |  |                                                    |  |  |                                          |  |
|                                                     |                                                 | …                                              | …                                                                                  |  |  |       |  |  |                                                    |  |  |                                          |  |
| Andrea Doria Landi Pamphili, IX principe di Melfi   |                                                 | …                                              |                                                                                    |  |  |       |  |  |                                                    |  |  |                                          |  |
|                                                     | Fabrizio Carafa della Stadera, X duca di Andria | Ettore Carafa della Stadera, IX duca di Andria |                                                                                    |  |  |       |  |  |                                                    |  |  |                                          |  |
|                                                     | Fabrizio Carafa della Stadera, X duca di Andria | Ettore Carafa della Stadera, IX duca di Andria |                                                                                    |  |  |       |  |  |                                                    |  |  |                                          |  |
|                                                     | Fabrizio Carafa della Stadera, X duca di Andria | Margherita de' Sangro                          |                                                                                    |  |  |       |  |  |                                                    |  |  |                                          |  |
| Ettore Carafa della Stadera, XI duca di Andria      | Fabrizio Carafa della Stadera, X duca di Andria |                                                |                                                                                    |  |  |       |  |  |                                                    |  |  |                                          |  |
|                                                     |                                                 | Aurelia Imperiali                              | Andrea Imperiali, II principe di Francavilla                                       |  |  |       |  |  |                                                    |  |  |                                          |  |
|                                                     |                                                 | Aurelia Imperiali                              | Andrea Imperiali, II principe di Francavilla                                       |  |  |       |  |  |                                                    |  |  |                                          |  |
|                                                     |                                                 | Aurelia Imperiali                              | Maria Pellina Ippolita Grimaldi                                                    |  |  |       |  |  |                                                    |  |  |                                          |  |
| Eleonora Carafa della Stadera                       |                                                 | Aurelia Imperiali                              |                                                                                    |  |  |       |  |  |                                                    |  |  |                                          |  |
|                                                     |                                                 | Inigo II de Guevara, VII duca di Bovino        | Giovanni III de Guevara, VI duca di Bovino                                         |  |  |       |  |  |                                                    |  |  |                                          |  |
|                                                     |                                                 | Inigo II de Guevara, VII duca di Bovino        | Giovanni III de Guevara, VI duca di Bovino                                         |  |  |       |  |  |                                                    |  |  |                                          |  |
|                                                     |                                                 | Inigo II de Guevara, VII duca di Bovino        | Vittoria Caracciolo                                                                |  |  |       |  |  |                                                    |  |  |                                          |  |
| Francesca de Guevara                                |                                                 | Inigo II de Guevara, VII duca di Bovino        |                                                                                    |  |  |       |  |  |                                                    |  |  |                                          |  |
|                                                     |                                                 | Eleonora de Cardenas                           | Carlo de Cardenas, VII conte di Acerra                                             |  |  |       |  |  |                                                    |  |  |                                          |  |
|                                                     |                                                 | Eleonora de Cardenas                           | Carlo de Cardenas, VII conte di Acerra                                             |  |  |       |  |  |                                                    |  |  |                                          |  |
|                                                     |                                                 | Eleonora de Cardenas                           | Francesca Spinelli                                                                 |  |  |       |  |  |                                                    |  |  |                                          |  |
|                                                     |                                                 | Eleonora de Cardenas                           |                                                                                    |  |  |       |  |  |                                                    |  |  |                                          |  |